# IC 3093
IC 3093 ist eine Spiralgalaxie vom Hubble-Typ Sc im Sternbild Coma Berenices am Nordsternhimmel. Sie ist schätzungsweise 313 Millionen Lichtjahre von der Milchstraße entfernt. Unter der Katalogbezeichnung VCC 206 wird sie als Mitglied des Virgo-Galaxienhaufens aufgeführt, ist jedoch dafür zu weit entfernt. 

Das Objekt wurde am 7. Mai 1904 von Royal Harwood Frost entdeckt.